# Golf Club of Houston

Golf Club of Houston, tidigare Redstone Golf Club, är en privat golfklubb som ligger i Harris County i Texas i USA.
Golfklubben förfogar över två golfbanor i Member Course och Tournament Course.

## Historik
År 1964 grundades det en golfklubb med namnet El Dorado Country Club på området där Golf Club of Houston är belägen. På tidigt 1990-tal lades dock golfklubben ner på grund svajig lokal ekonomi i Houston. År 2002 grundades det en ny golfklubb på platsen och den fick namnet Redstone Golf Club. I april 2013 köpte golfbaneägaren Escalante Golf golfklubben och i december fick den sitt nuvarande namn.

## Golfbanor

### Member Course
Golfbanan invigdes 2002 och designades av Jim Hardy med hjälp av golfspelaren Peter Jacobsen. Member har 18 hål och är cirka 6 865 meter (7 508 yards) lång. Par är 72. Golfbanan är privat.

### Tournament Course
Golfbanan invigdes 2005 och designades av Rees Jones och Greg Muirhead med hjälp av golfspelaren David Toms. Tournament har 18 hål och är cirka 6 789 meter (7 425 yards) lång. Par är 72. Golfbanan är öppen för allmänheten.

## Golfturneringar
Golfklubben har stått som värd för Houston Open mellan åren 2003 och 2018.. Den 7–9 juni 2024 kommer Golf Club of Houston stå som värd för Liv Golf Houston.